# ICE S
인터시티익스프레스 슈넬파르트호(독일어: InterCityExpress Schnellfahrt, ICE S) 또는 독일철도 410.1급(독일어: DBAG Class 410.1)은 독일철도의 고속 시험열차로 여기서 S는 슈넬파르트(독일어: Schnellfahrt)를 의미한다. 기존에 운행했던 ICE V를 대체하기 위해 제작되었다.

## 개요
당시 ICE 3 차량을 개발을 위해 시험 차량으로 제작되었다. 동력차의 경우 기존에 운행했던 ICE 2와 동일하며 최대 출력이 13,600kW으로 시험 운행이 완료되면서 동력차는 완전히 퇴역했다. ICE V가 폐차되면서 이 열차는 고속철도의 유지 보수를 위한 시범 운행히 시작했다. 1년에 세 번 마다 열차의 상태를 확인하기 위해 센서와 카메라까지 장착되었다.
2001년 7월 13일에 JR 그룹과 독일철도와 합작으로 대차를 시험하기 위해 최고 영업 속도 393km를 달성하면서 독일 철도 역사상 가장 빠른 속도를 기록했다. 1988년에 ICE V의 최고 영업 속도를 달성한 이후에 기록이다.

## 같이 보기
- ICE 2